# Denemo
Denemo é uma interface gráfica livre para notação musical, principalmente para o LilyPond, um programa para gravação de partituras musicais. O programa iniciou a ser desenvolvimento em 1999. Usando GTK+ 2 ou 3, ele funciona no Linux, no Microsoft Windows e no Mac OS X.
O Denemo ajuda a preparar as notas para publicação e permite a um usuário entrar com as notas rapidamente, ao compor simultaneamente através do gravador musical do LilyPond. A Música pode ser digitada utilizando-se o teclado de um PC, extraída de uma entrada MIDI, ou tocada em um microfone conectado em uma placa de som. O programa reproduz através de um sampler interno e pode atuar como um cliente JACK/MIDI. O Denemo inclui scripts para executar testes musicais e praticar exercícios para propósitos educacionais.

## Recursos
O Denemo pode produzir partituras inteiras (incluindo Sumário e Comentários Críticos gerados automaticamente dos comentários colocados na música), bem como excertos em um número de formatos, incluindo:
- Arquivos do LilyPond (.ly)
- Arquivos PDF
- Arquivos MIDI
- Arquivos de áudio WAV e OGG
- Arquivos gráficos PNG

O programa permite ao usuário colocar links na música para as fontes manuscritas/impressões originais (em arquivos PDF), possibilitando o cruzamento de dados das transcrições. Também permite que gravações de áudio sejam conectadas à partitura notada com sincronização via inícios de notas automaticamente detectados. A partitura notada e o áudio são executados simultaneamente e podem ser retardados em tempo real para se ouvir as discrepâncias.
O Denemo possui todas as funções de notação musical acessíveis através de atalhos do teclado. No entanto, tudo pode ser acessado pelo mouse e os atalhos do mouse e do teclado podem ser definidos usando itens de menus que invocam funções. Manipulações WYSIWYG podem ser realizadas na visualização typeset. Por exemplo: remodelar legato interativamente. Uma interface de scripting Scheme também está disponível e os comandos escritos nessa linguagem podem ser colocados no menu do sistema.